# Editura Payot
Compania Payot este o editură din Elveția, fondată în 1875, cu sediul în Lausanne. Ea face parte în prezent din grupul Lagardère, prin care ea a fost asociată cu editura Rivages pentru a forma compania Payot & Rivages.

## Istoric
Editura își are originea într-o librărie din Lausanne, Librairie Imer, începând din momentul în care un tânăr profesor elvețian Fritz Payot a devenit asociat și i-a schimbat numele în Librairie A. Imer et Fritz Payot. În 1886 Fritz Payot a devenit proprietar, iar librăria a fost redenumită Librairie F. Payot & Cie.
Când a murit în 1900, librăria a fost preluată de către fiii lui, Samuel și Gustave, sub numele de Payot & Cie. Primul s-a ocupat de activitatea companiei în Elveția, în timp ce al doilea a dezvoltat activitatea editurii la Paris, creând în special colecțiile «Bibliothèque historique» et «Bibliothèque scientifique».
Compania a devenit societate pe acțiuni în anul 1923, dar majoritatea acțiunilor au rămas în cadrul familiei; au fost înființate mai multe filiale în Elveția franceză și trei librării franceze în Elveția germană. 
După moartea lui Samuel Payot în 1938, fiii lui, Marc și Jean-Pierre, i-au continuat activitățile de editare și de vânzare de carte. În 1965 Jean-Marc Payot a pus capăt monopolului familiei în conducerea companiei. 
Compania a fost vândută de familie în anul 1986 către grupul Edipresse (deținut de familia Lamunière), care a decis fuziunea ei cu editura Naville sub numele de Librairie Payot Naville. 
În 1992 compania Hachette Distribution Service din cadrul grupului Lagardère Media a obținut majoritatea acțiunilor din capitalul social al societății și a preluat controlul. Activitățile de librărie (Librairie Payot) și de editare (regrupate cu editura Rivages sub numele Payot & Rivages) sunt separate.

## Colecții
- Bibliothèque miniature: fondată în 1918 sau anterior, „o colecție de bibelouri tipografice executate cu gust pentru cititorii rafinați; o colecție de perle literare care îi vor plăcea mai ales publicului feminin. Fiecare volum 7 x 10 cm. Legat în piele: 1fr80."

Listă parțială: 
1, Alfred de Musset, Les Nuits.
2, Gérard de Nerval, Sylvie.
3, Molière, L'Avare etc.
- «Bibliothèque historique» : fondată în 1923[1]
- «Bibliothèque scientifique»  : fondată în 1925[2]
- «Critique de la politique» : fondată în 1974 (director al colecției a fost Miguel Abensour)[3]
- «Petite bibliothèque Payot» : fondată în 1962, colecție de buzunar specializată în lucrări de nivel universitar, cum ar fi operele majore ale lui Sigmund Freud, La Relativité a lui Albert Einstein etc.)[4]